# Tony Craig
Tony Andrew Craig (Greenwich, 20 aprile 1985) è un calciatore inglese, difensore dei Dorking Wanderers.

## Caratteristiche tecniche
Difensore centrale, può giocare come terzino sinistro.

## Carriera
Nel luglio del 2007 il Crystal Palace lo preleva a 125000 €. Il primo marzo 2008 il Millwall ne acquista nuovamente il cartellino in cambio di 90000 €.